# Suzette
Pour les articles homonymes, voir Suzette (homonymie).

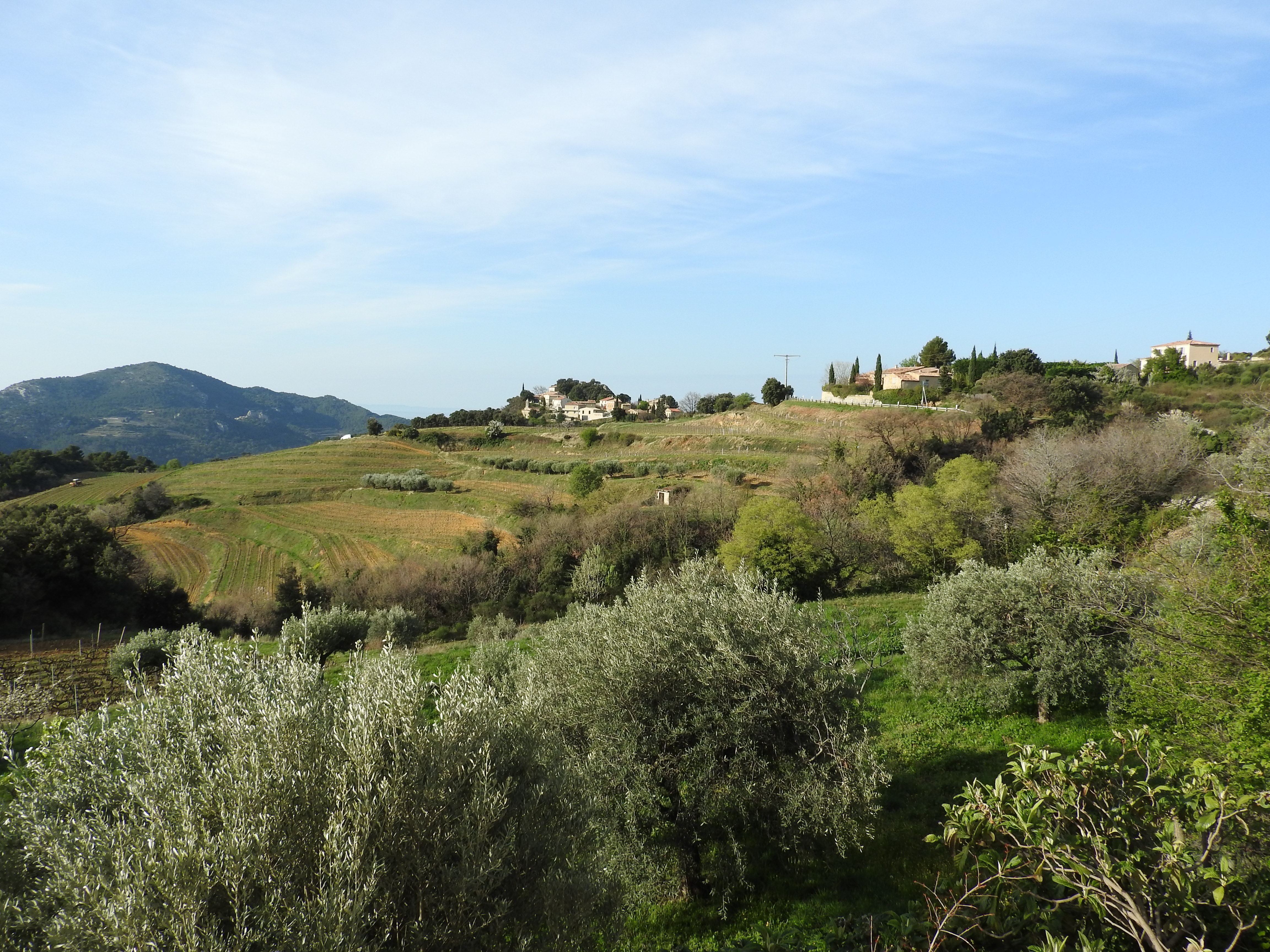

Suzette est une petite commune française située dans le département de Vaucluse, en région Provence-Alpes-Côte d'Azur.

## Géographie

### Accès
La route départementale RD 90 qui vient du sud (Beaumes-de-Venise, Lafare) est une petite route sinueuse qui escalade la montagne pour permettre l'accès au village puis continue son chemin vers la commune voisine de Malaucène par le col de la Chaîne qui offre un beau panorama sur les Dentelles et la Drôme.
| Gigondas | Gigondas       |            |
| Gigondas | Suzette        | Le Barroux |
| Lafare   | La Roque-Alric |            |

### Relief
Le village est en position dominante sur une des collines des Dentelles de Montmirail, à l'ouest du Mont Ventoux, au pied du Mont Saint Amand.
Cirque de Saint-Amand et faille du Dégoutaud.

### Hydrographie
La commune est arrosée par le ruisseau la Draille de Suzette, affluent de la Salette. Il prend sa source à l'Ascle du Dégoutaud.

### Géologie
La chaîne des Dentelles de Montmirail est la partie la plus occidentale du massif des Baronnies et constitue la première avancée des Alpes dans la vallée du Rhône. Il s'agit d'une série de dalles rocheuses du Tithonien (Jurassique) reposant sur des sols calcaires. Le territoire de Suzette est un site bien connu des géologues du monde entier grâce au diapir de Suzette. Ce diapir a exhaussé des couches géologiques du Trias favorables à la viticulture.

### Sismicité
Les cantons de Bonnieux, Apt, Cadenet, Cavaillon, et Pertuis sont classés en zone Ib (risque faible). Tous les autres cantons du département de Vaucluse sont classés en zone Ia (risque très faible). Ce zonage correspond à une sismicité ne se traduisant qu'exceptionnellement par la destruction de bâtiments.

### Climat
Pour des articles plus généraux, voir Climat de Provence-Alpes-Côte d'Azur et Climat de Vaucluse.
En 2010, le climat de la commune est de type climat méditerranéen franc, selon une étude du Centre national de la recherche scientifique s'appuyant sur une série de données couvrant la période 1971-2000. En 2020, Météo-France publie une typologie des climats de la France métropolitaine dans laquelle la commune est dans une zone de transition entre le climat de montagne et le climat méditerranéen et est dans la région climatique Provence, Languedoc-Roussillon, caractérisée par une pluviométrie faible en été, un très bon ensoleillement (2 600 h/an), un été chaud (21,5 °C), un air très sec en été, sec en toutes saisons, des vents forts (fréquence de 40 à 50 % de vents > 5 m/s) et peu de brouillards.
Pour la période 1971-2000, la température annuelle moyenne est de 13,2 °C, avec une amplitude thermique annuelle de 16,6 °C. Le cumul annuel moyen de précipitations est de 761 mm, avec 6,3 jours de précipitations en janvier et 3,1 jours en juillet. Pour la période 1991-2020, la température moyenne annuelle observée sur la station météorologique de Météo-France la plus proche, « Beaumont-Mt Serein », sur la commune de Beaumont-du-Ventoux à 8 km à vol d'oiseau, est de 7,0 °C et le cumul annuel moyen de précipitations est de 1 317,0 mm. 
La température maximale relevée sur cette station est de 33,4 °C, atteinte le 28 juin 2019 ; la température minimale est de −18 °C, atteinte le 5 février 2012,,.
Les paramètres climatiques de la commune ont été estimés pour le milieu du siècle (2041-2070) selon différents scénarios d'émission de gaz à effet de serre à partir des nouvelles projections climatiques de référence DRIAS-2020. Ils sont consultables sur un site dédié publié par Météo-France en novembre 2022.

## Urbanisme

### Typologie
Au 1er janvier 2024, Suzette est catégorisée commune rurale à habitat très dispersé, selon la nouvelle grille communale de densité à sept niveaux définie par l'Insee en 2022.
Elle est située hors unité urbaine et hors attraction des villes,.

### Occupation des sols
L'occupation des sols de la commune, telle qu'elle ressort de la base de données européenne d’occupation biophysique des sols Corine Land Cover (CLC), est marquée par l'importance des forêts et milieux semi-naturels (50,1 % en 2018), une proportion sensiblement équivalente à celle de 1990 (50,7 %). La répartition détaillée en 2018 est la suivante : 
forêts (50,1 %), cultures permanentes (38,8 %), zones agricoles hétérogènes (11,1 %). L'évolution de l’occupation des sols de la commune et de ses infrastructures peut être observée sur les différentes représentations cartographiques du territoire : la carte de Cassini (XVIIIe siècle), la carte d'état-major (1820-1866) et les cartes ou photos aériennes de l'IGN pour la période actuelle (1950 à aujourd'hui).

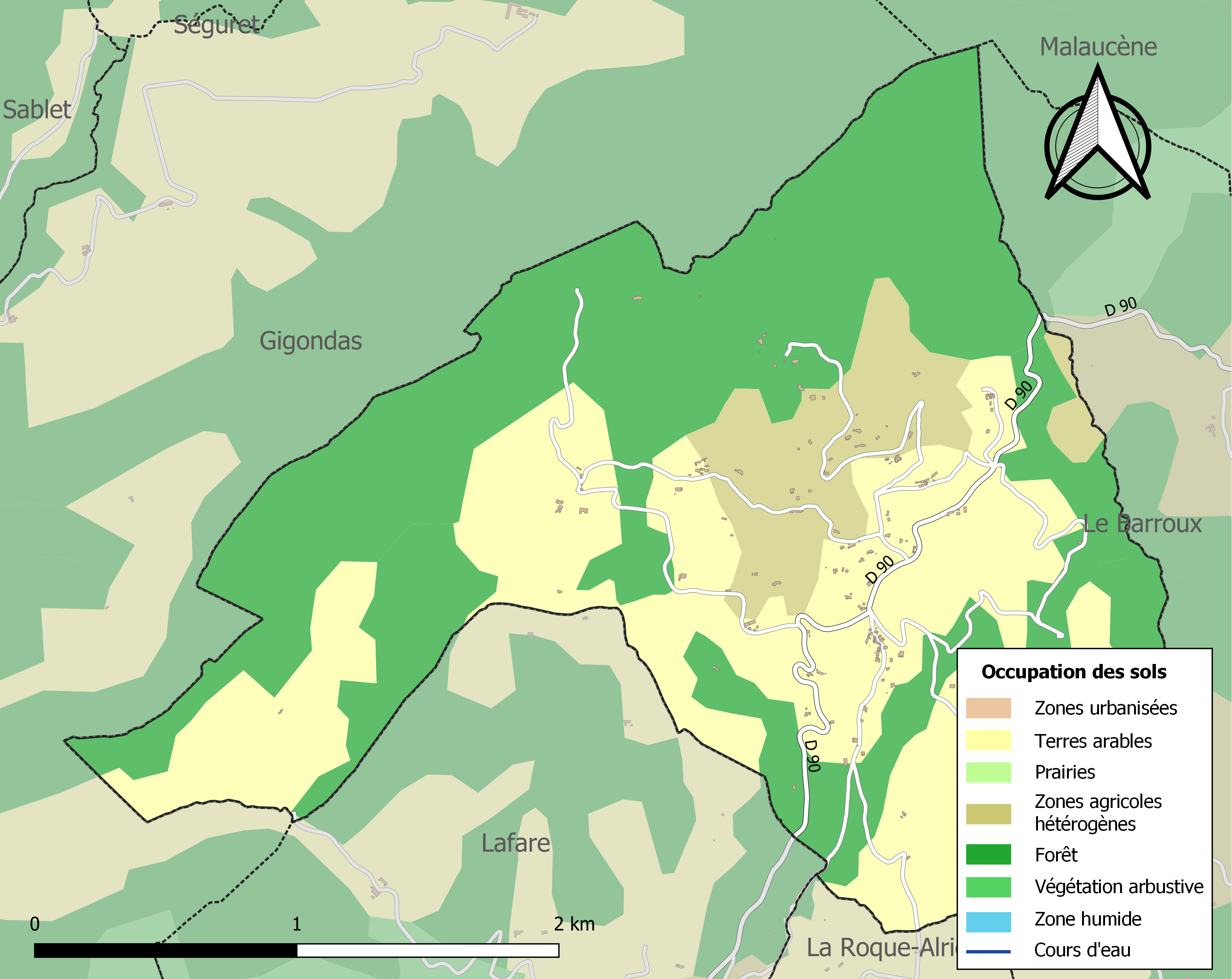
Carte des infrastructures et de l'occupation des sols de la commune en 2018 (CLC).

## Toponymie
Le nom de la localité est attesté sous la forme Seucia, (Suze) en 1146 Suzetta en 1246. Le nom originel, Suze, se retrouve encore dans la toponymie locale (La combe de Suze).
Albert Dauzat évoque un possible dérivé en -usa, du thème pré-latin *seg- « montagne », doté plus tard d'un suffixe diminutif roman -etta. Homonymie avec les formes non suffixées Suze (Drôme, Sausie 1163, Secusia 1178) et la Suze-sur-Sarthe (Sarthe, Secusa 1035 - 1055).

## Histoire

### Préhistoire
Comme d'autres lieux de la région, le territoire de Suzette fut certainement fréquenté à l'époque néolithique, comme en témoigne une pointe de flèche en silex trouvée près du village. H. Mahieu a fouillé en 1985, une grotte sépulcrale datant de l'âge du Bronze et située au pied du Mont Saint Amand.

### Antiquité
Sur le site de Roubiol ont été exhumés des fûts de colonnes antiques et des fragments funéraires. Sur le territoire de la commune, au XIXe siècle, ont été retrouvées des monnaies d'Hadrien. Des gisements de tegulae (tuiles romaines) ont également repérés ainsi que des tombes tectiformes élaborées au moyen de tegulae. Ce type de tombes est en général daté du VIe siècle.

### Moyen Âge
Le territoire de Suzette faisait partie du comté d'Orange, devenu en 1181 la Principauté d'Orange. Il était alors séparé en deux fiefs : Suze et Châteauneuf de Redortier, qui sont mentionnés en 1146 dans un testament de Tiburge des Baux, comtesse d'Orange. Au cours d'un partage, fait en 1246, Raymond 1er des Baux, coprince d'Orange, conserva par devers lui Suzette et Châteauneuf-Redortier. Les premiers seigneurs connus sont Ricavi de Caromb en 1202, puis en 1283, Pierre Reybaud, et ensuite son fils Jacob de Suze, qui fait hommage pour ces deux fiefs en 1322 au prince d'Orange Raymond IV des Baux. En 1489, le prince d'Orange Jean II de Châlons cède le fief de Suzette à Étienne de Vesc, seigneur de Caromb, conseiller du roi de France et l'un des personnages les plus puissants du royaume. L’année suivante, il lui cède également le fief de Châteauneuf Redortier. Ces deux fiefs faisaient partie du Petit Plat Pays de la principauté et n'avaient donc pas le statut de communauté ni de consuls. Mais il y avait une unique paroisse, l'église paroissiale étant située à Suzette. Le château de Suzette fut probablement détruit à la charnière des XIVe et XVe siècles lors des raids des routiers (bandes de mercenaires démobilisés) qui ravageaient la région.

### Renaissance
En 1546, Jean de Vesc vend le fief de Châteauneuf Redortier à Labeau d'Allemand, noble de Carpentras. Le fief de Châteauneuf restera entre les mains de la famille d'Allemand jusqu'à la Révolution. La seigneurie de Suzette passa par mariages entre les mains des familles Agoult de Montauban puis La Baume Montrevel, La dernière dame de Suzette fut Jeanne Marguerite de la Baume Montrevel, marquise de Ligniville, et également dame de Caromb et de Saint Hippolyte. Les seigneurs prêtaient hommage au Prince d'Orange devant le président du Parlement d'Orange.

### Période moderne
Comme l'ensemble de la Principauté d'Orange, les deux fiefs de Suzette et de Châteauneuf de Redortier intégrèrent en 1731, le royaume de France. Les seigneurs prêtèrent hommage désormais au Roi devant le président de la chambre des comptes du Dauphiné. La commune de Suzette fut créée à la demande des villageois le 24 avril 1792 par arrêté du département des Bouches-du-Rhône. Elle intégrait le hameau de Châteauneuf Redortier. À l'origine, le conseil général de la commune se réunissait dans le presbytère, faute de maison commune, et l'assemblée des électeurs était réunie dans l'église paroissiale. En septembre 1792, fut pillé le château de Châteauneuf Redortier, comme d'autres châteaux de la région, en réaction aux actions contre-révolutionnaires du comte de Bésignan. Une société populaire fut créée pendant la Révolution, ainsi qu'un détachement de la garde nationale, mais la municipalité s'attacha surtout à préserver les villageois de la Terreur exercée dans le Vaucluse par la commission populaire d'Orange. La commune de Suzette fut intégrée au département de Vaucluse créé le 12 août 1793.

### Période contemporaine
L'agriculture traditionnelle autour du blé de l'olivier et de l'élevage ovin persista jusqu'à la fin du XIXe siècle. L'élevage des vers à soie apportait aux familles un revenu complémentaire. Ensuite, Suzette fut pendant de nombreuses années un important producteur d'abricots.
Mais la vigne avec le développement des vins d'appellation Beaumes-de-Venise et Ventoux règne désormais sur le terroir.
Une classe unique a été ouverte au village en 1845, et l'école, toujours en place, a été construite en 1882. Un regroupement scolaire a été mis en place avec les villages du Barroux et de La Roque Alric. Le village n'a été complètement désenclavé qu'après 1950 grâce à l'ouverture de la route de Malaucène. L'alimentation en eau se faisait depuis le Moyen Âge au moyen de sources captées, de puits et de citernes d'eau pluviale. En 1859, est édifiée la fontaine du village attenante à l'école, puis en 1938, les maisons du village sont alimentées en eau grâce à une source. L'adduction d'eau de toutes les habitations sera réalisée après l'adhésion du village en 1947 au syndicat Rhône-Ventoux.
Le village comptait dans les années 1960 un seul commerce, le "Café Chambon" situé dans le village même. Jean et Paulette Chambon les propriétaires y accueillaient les habitués ou les visiteurs occasionnels. Une petite terrasse du café située en hauteur, entourée de fleurs et de verdure permettait d'admirer un magnifique paysage face au mont Ventoux. Les dimanches après-midi la grande salle du café accueillait les joueurs de Belotte.

## Politique et administration

### Liste des maires
| Période                                  | Période                     | Identité          | Étiquette | Qualité |
| ---------------------------------------- | --------------------------- | ----------------- | --------- | ------- |
| Les données manquantes sont à compléter. |                             |                   |           |         |
| mars 1905                                | mars 1912                   | Baptiste Durand * |           |         |
| mars 1965                                | mars 1983                   | Aimé Julien       |           |         |
| mars 1983                                | mars 1989                   | Lucien Blanchard  |           |         |
| mars 1994                                | mars 2008                   | Michel Ravardel   |           |         |
| mars 2008                                | mars 2014                   | Sabine de Menthon |           |         |
| mars 2014                                | En cours (au 30 avril 2014) | Patricia Olivero  |           |         |

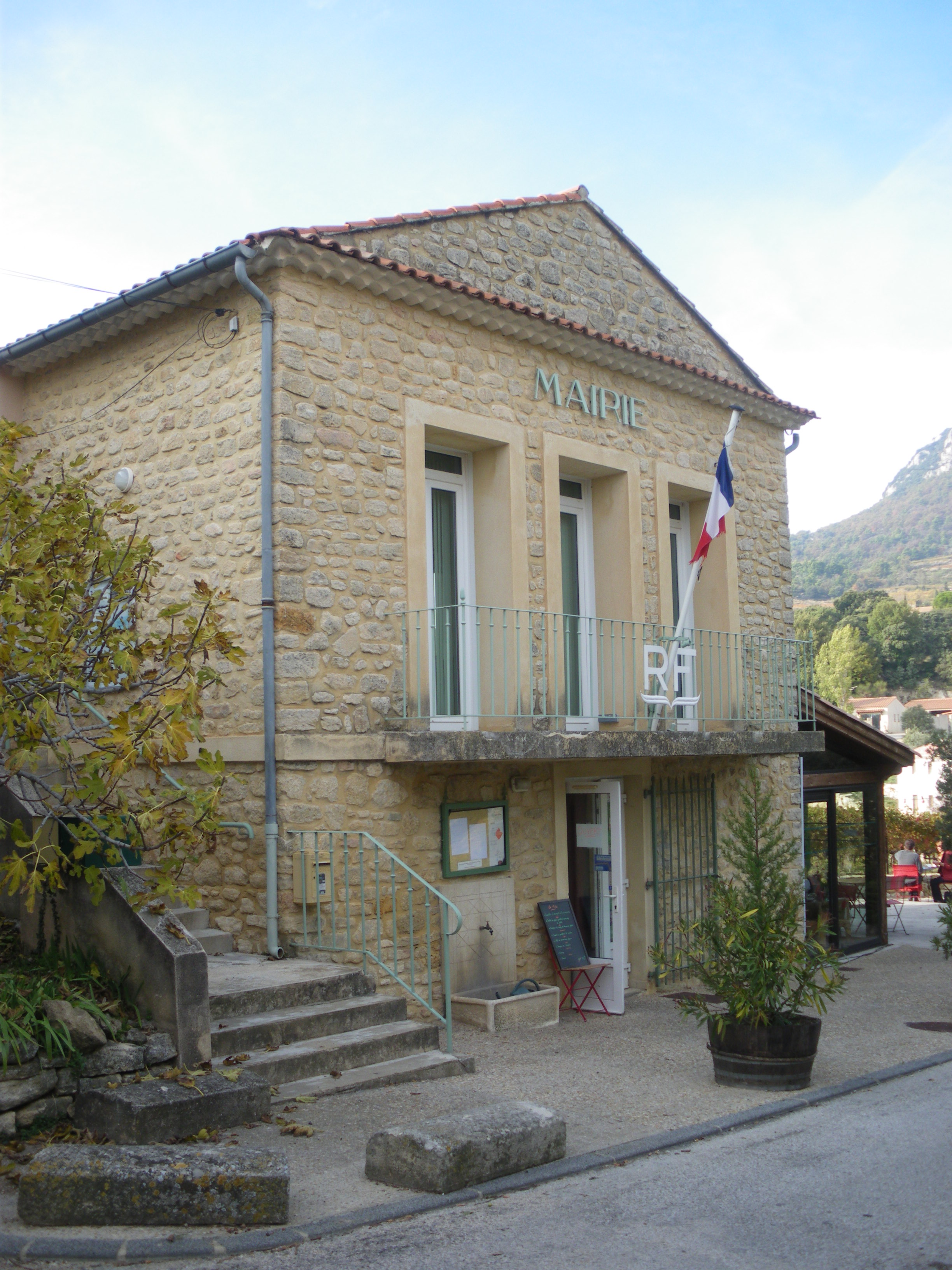
Mairie de Suzette.

(*) D'après les registres d'état civil de la commune de Suzette (Naissances, mariages, décès entre 1793 et 1912).
Suzette devient en 1792, une municipalité, dans le canton de Sablet, le district d'Orange et le département des Bouches-du-Rhône. En 1793, la commune intègre le nouveau département de Vaucluse. En 1801, Suzette passe dans le canton de Beaumes, qui devient en 1954 Beaumes-de-Venise, et intègre l'arrondissement de Carpentras en 1926.

### Politique environnementale
Collecte et traitement des déchets des ménages et déchets assimilés et protection et mise en valeur de l'environnement dans le cadre de la communauté d'agglomération Ventoux-Comtat Venaissin.

## Population et société

### Démographie
L'évolution du nombre d'habitants est connue à travers les recensements de la population effectués dans la commune depuis 1793. Pour les communes de moins de 10 000 habitants, une enquête de recensement portant sur toute la population est réalisée tous les cinq ans, les populations de référence des années intermédiaires étant quant à elles estimées par interpolation ou extrapolation. Pour la commune, le premier recensement exhaustif entrant dans le cadre du nouveau dispositif a été réalisé en 2008.

En 2022, la commune comptait 111 habitants, en évolution de −9,02 % par rapport à 2016 (Vaucluse : +1,73 %, France hors Mayotte : +2,11 %).
| 1793 | 1800 | 1806 | 1821 | 1831 | 1836 | 1841 | 1846 | 1851 |
| ---- | ---- | ---- | ---- | ---- | ---- | ---- | ---- | ---- |
| 165  | 152  | 179  | 193  | 191  | 230  | 247  | 254  | 257  |

| 1856 | 1861 | 1866 | 1872 | 1876 | 1881 | 1886 | 1891 | 1896 |
| ---- | ---- | ---- | ---- | ---- | ---- | ---- | ---- | ---- |
| 263  | 255  | 252  | 247  | 251  | 207  | 187  | 174  | 181  |

| 1901 | 1906 | 1911 | 1921 | 1926 | 1931 | 1936 | 1946 | 1954 |
| ---- | ---- | ---- | ---- | ---- | ---- | ---- | ---- | ---- |
| 160  | 141  | 140  | 123  | 118  | 119  | 101  | 85   | 92   |

| 1962 | 1968 | 1975 | 1982 | 1990 | 1999 | 2006 | 2008 | 2013 |
| ---- | ---- | ---- | ---- | ---- | ---- | ---- | ---- | ---- |
| 103  | 83   | 89   | 113  | 108  | 129  | 120  | 118  | 123  |

| 2018 | 2022 | - | - | - | - | - | - | - |
| ---- | ---- | - | - | - | - | - | - | - |
| 115  | 111  | - | - | - | - | - | - | - |

La population du village, restée stable autour de 100 personnes depuis le Moyen Âge jusqu'au XVIIe siècle, atteindra un pic en 1856 (263 habitants) avant de refluer lors des grandes crises agricoles après 1860 et lors de la Première Guerre mondiale, au cours de laquelle le village perdit huit de ses soldats. La population est à nouveau en légère croissance depuis les années 1980 grâce notamment à l'installation de nouveaux habitants.

### Enseignement
Une école élémentaire est ouverte sur la commune.
Les collèges et lycées (classique ou d'enseignement professionnel) se trouvent sur Vaison-la-Romaine, Carpentras et Orange.

### Sports
La commune ne dispose pas d'équipement sportif. Cependant, le cadre des Dentelles de Montmirail est propice aux randonnées pédestres, de cyclotourisme ainsi qu'à la pratique de l'escalade.
Passage du GR4.

### Santé
Il n'y a pas, à Suzette, de pharmacie ni d'équipement particulier de santé. Les spécialistes, hôpitaux et cliniques se trouvent sur Vaison-la-Romaine, Carpentras et Orange.

### Cultes
Catholique (église).

## Économie

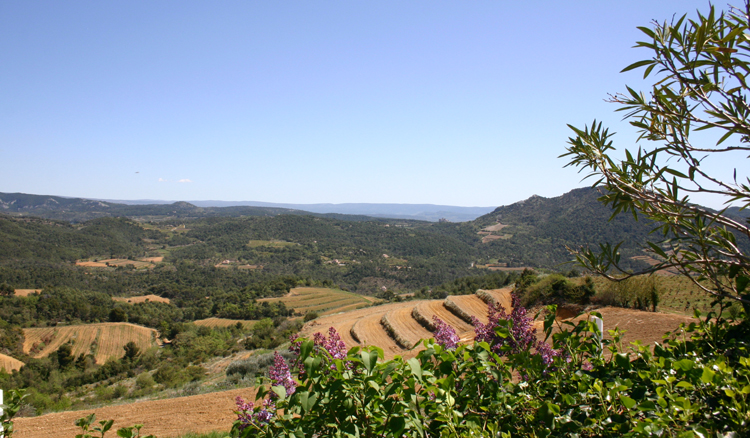
Vue des environs du village, des contreforts du mont Ventoux jusqu'au Luberon en fond.

Suzette est un très petit village vivant d'un peu de tourisme et de viticulture.
Toutefois, un restaurant de village a ouvert ses portes. Hormis une restauration de qualité accessible à tous, l'établissement, en étroite collaboration avec la municipalité, promeut les vins et les productions du village (huile d'olive, confitures, jus de fruits frais).
Culture de la vigne, production de vins en AOC côtes-du-Rhône (passage de la « Route touristique des Côtes du Rhône »), Beaumes-de-venise et du muscat de Beaumes-de-Venise et Ventoux.

## Culture locale et patrimoine

### Lieux et monuments
Village aux petites rues et maisons en pierre avec vues sur le mont Ventoux et les Dentelles de Montmirail.
- Église de Suzette : l'église Saint Jacques et Saint Philippe, bâtie au XIIe siècle, mais plusieurs fois remaniée notamment au XIXe siècle. Elle dresse sa silhouette, à la fois ramassée et aérienne, au premier plan d'un magnifique panorama sur le Mont Ventoux et les Monts de Vaucluse. Elle cristallise à merveille la profondeur de l'art roman, et elle a conservé son plan primitif en croix latine (malgré des ajouts au XIXe siècle), sa nef voûtée en berceau brisé, son abside et ses deux absidioles voûtées en cul-de-four. Le portail d'origine, ouvert au sud selon un dispositif fréquent en Provence, était précédé d'un porche de pierre dont l'arc en plein cintre est toujours visible. Ce portail a été remplacé au XIXe siècle par l'entrée actuelle au sud ouest. Les fonts baptismaux datent du XVIIIe siècle. Une restauration fut initiée par des bénévoles dans les années 1970, puis continuée par la municipalité, pour lui redonner son dépouillement roman. Le cimetière, autrefois attenant à l'église, a été réaménagé au début du XIXe siècle à l'ouest du village, avec une belle vue sur les Dentelles. L'église de Suzette a été sélectionnée, parmi 121 autres monuments, pour bénéficier de la deuxième édition du Loto du patrimoine[29].

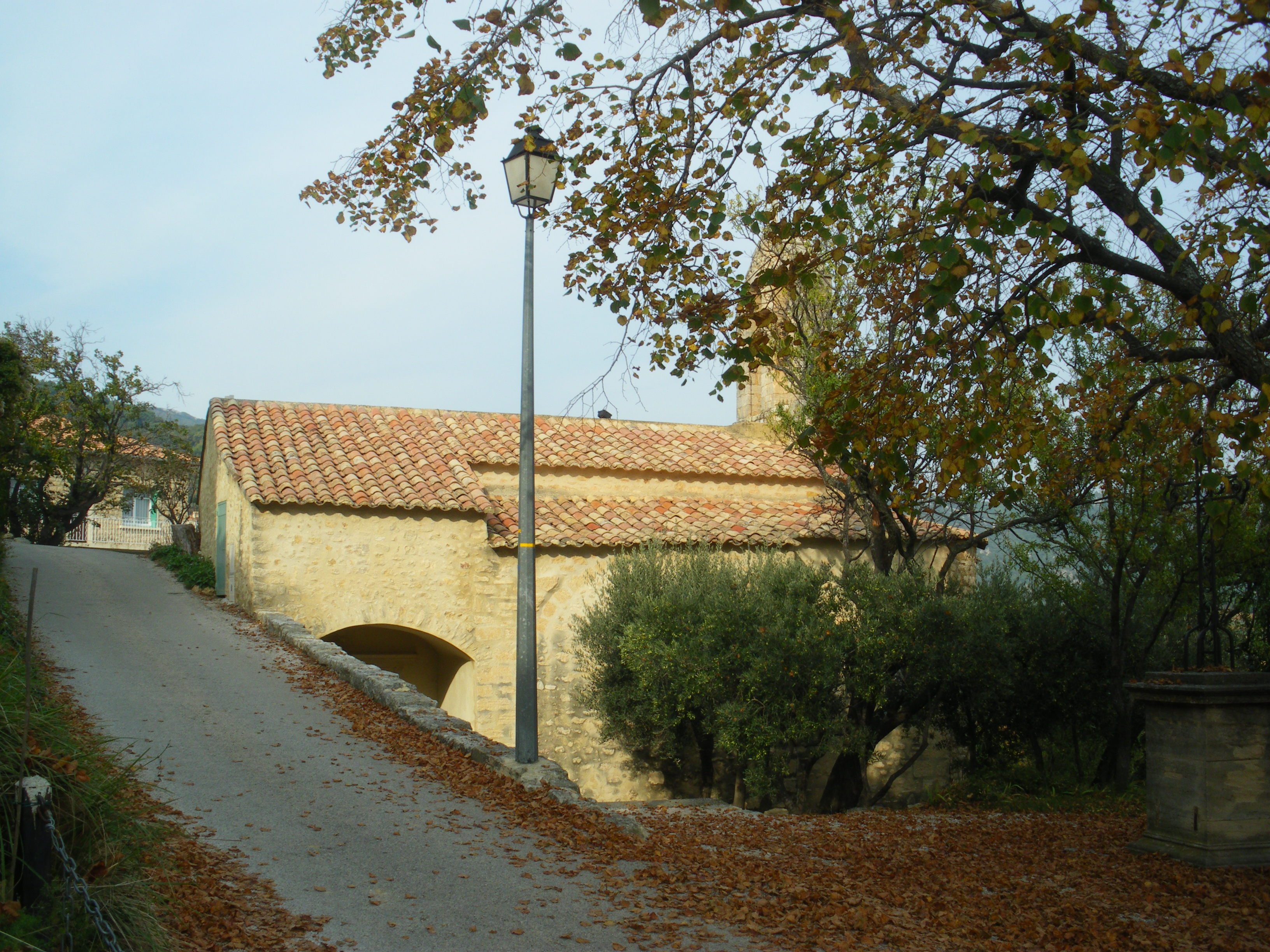
Église de Suzette.
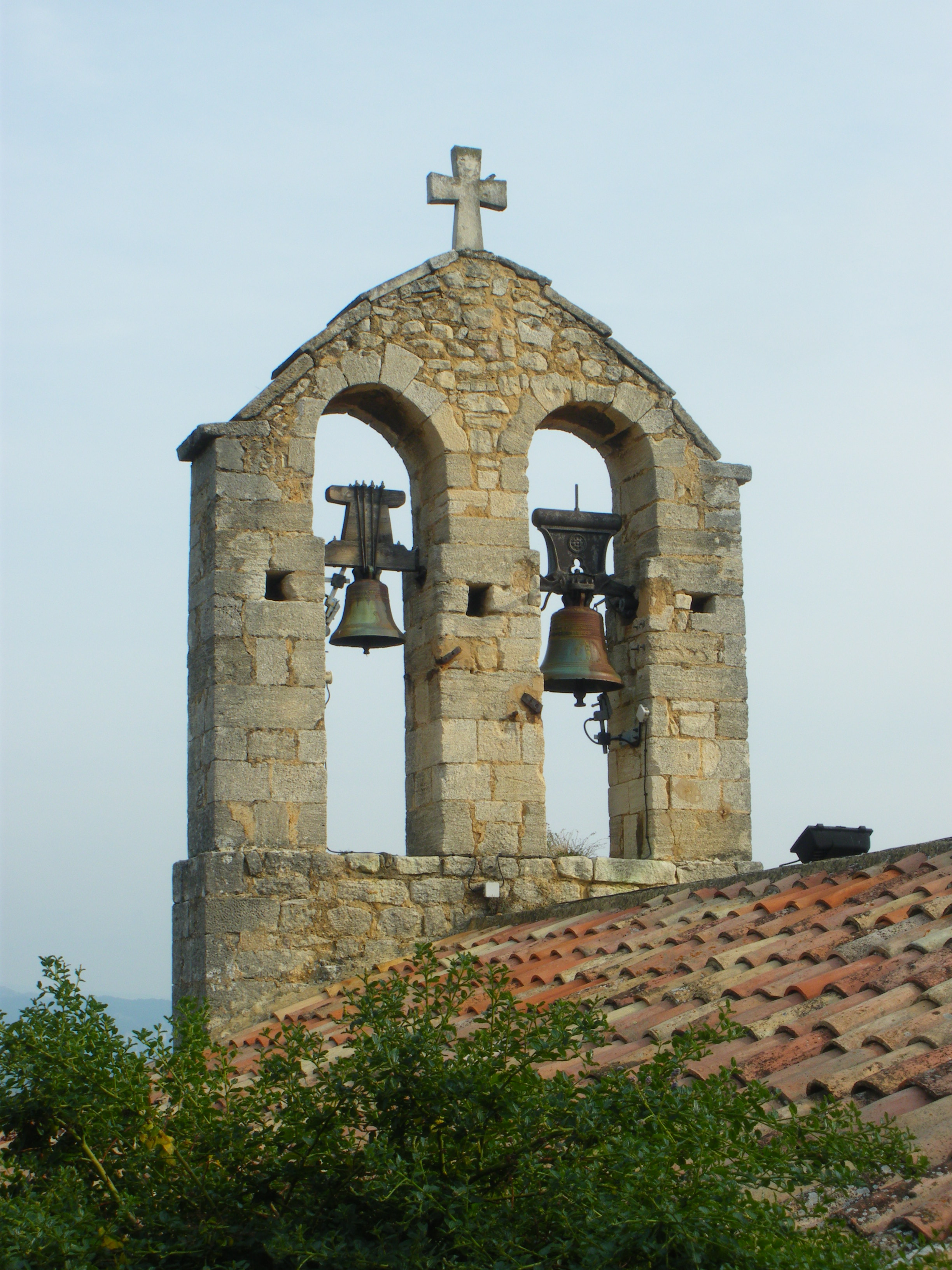
Clocher.
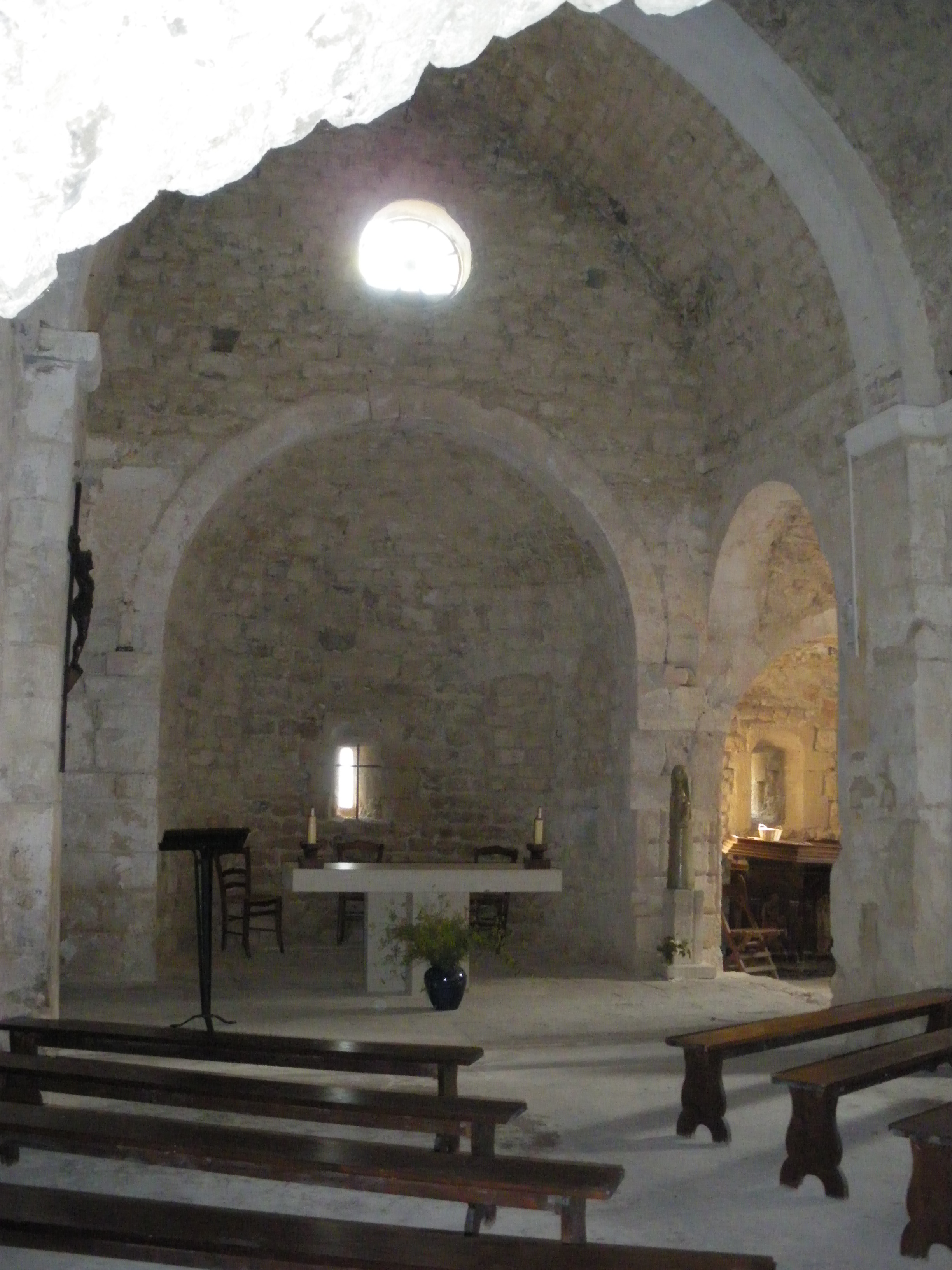
Autel.
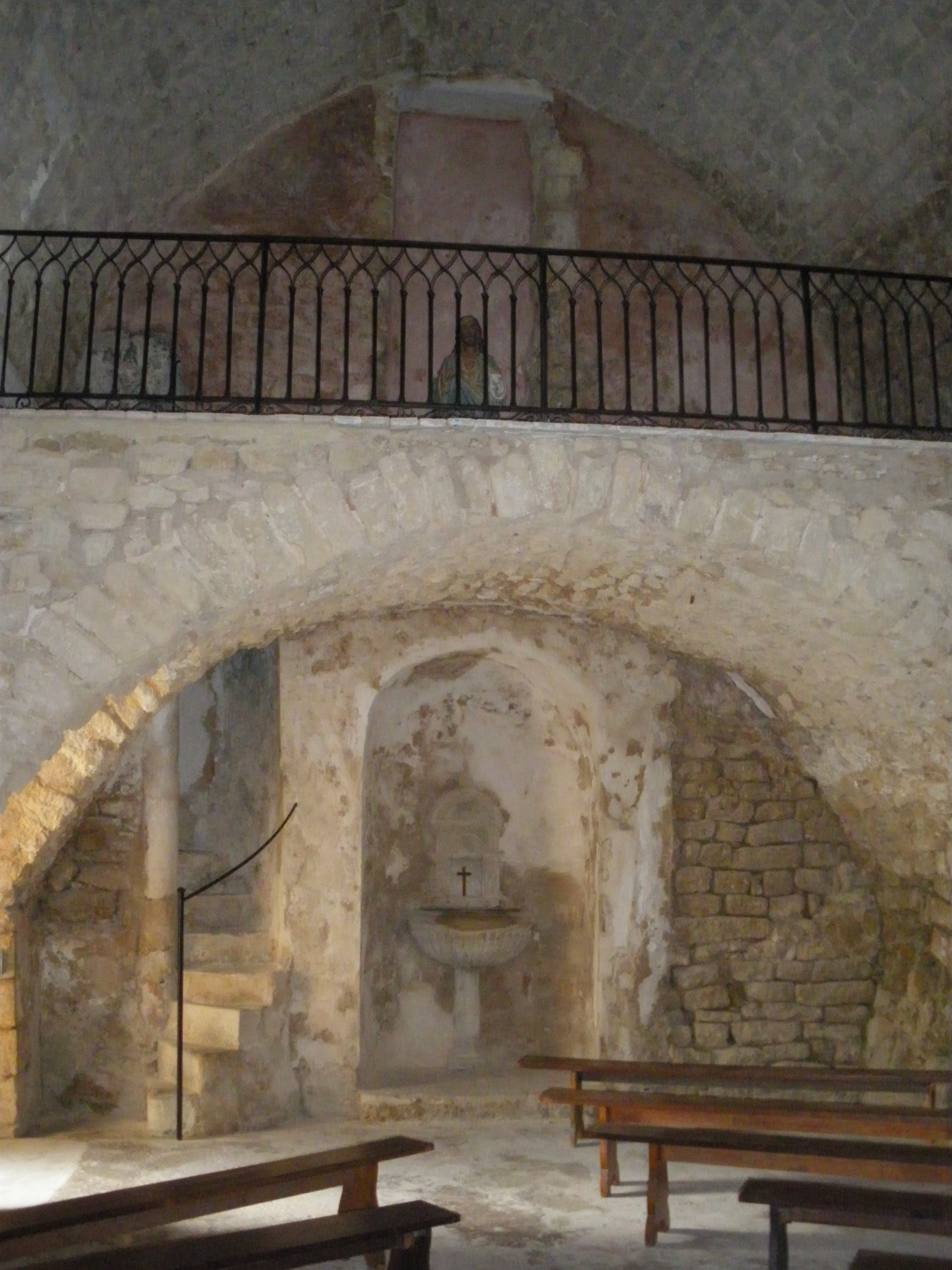

- L'ancien presbytère du XVIIIe siècle. Propriété privée.
- Statue de la Vierge de 1876 sur le rocher dominant le village, dit rocher de la tour, où se dressait autrefois le château.
- Table d'orientation en céramique.
- Pierre funéraire du VIIIe siècle scellée dans un mur à la ferme Saint-Martin (ancien monastère roman). Propriété privée.
- Le château Redortier. Propriété privée.
- Le panorama depuis le somment du Mont Saint Amand, point culminant des Dentelles.

### Personnalités liées à la commune
- L'acteur Jean-Pierre Darras, né en 1927 et décédé en 1999, est inhumé dans le cimetière communal de Suzette. À ses côtés repose son épouse, l'actrice Corinne Lahaye (1947-2020).
- Henri Malvaux (1908-1994), artiste peintre, y possédait depuis les années 1950 une résidence secondaire et y peignait les paysages environnants.
- Étienne de Vesc, seigneur de Caromb, Suzette et Saint Hippolyte, chambellan du Roi de France et bailli de Meaux en 1481, puis membre du Conseil de Régence et du Conseil Etroit lors de l'accession de Charles VIII au trône de France[30].

### Héraldique
| Suzette | Les armes peuvent se blasonner ainsi : Parti au premier, d'azur à trois bandes d'or. Au deuxième, d'or au loup ravissant d'azur. |